# Leucothyreus fuscescens
Leucothyreus fuscescens är en skalbaggsart som beskrevs av Blanchard 1851. Leucothyreus fuscescens ingår i släktet Leucothyreus och familjen Rutelidae. Inga underarter finns listade i Catalogue of Life.